# یزدان عباسیان
یزدان عباسیان (زادهٔ  ۲۱ اردیبهشت ۱۳۷۱ در سرپل ذهاب - ) بازیکن فوتبال کُرد اهل ایران است.